# Америчка Самоа на Летњим олимпијским играма 1996.
Америчкој Самои је ово било треће учешће на Летњим олимпијским играма. Америчку Самоу, на Олимпијским играма 1996. у Атланти је представљало 7 учесника (6 мушкарца и 1 жена) у 5 спортова. Најстарији учесник у екипи био је једриличар Фуа Лого Тавуи са 43 године и 365 дана, а најмлађи атлетичарка Лиса Мисипека са 21 годином и 205 дана. Фуа Лого Тавуи је најстарији учесник Америчке Самое на свим олипијаским играма до данас (2012. године). 
Лиса Мисипека је била прва жена Америчке Самое која је учествовала на олимпијским играма.
Олимпијска екипа Америчке Самое је била у групи земаља које нису освојиле ниједну медаљу.
Заставу Америчке Самое на свечаном отварању Олимпијских игара 2008. носио је боксер Маселино Масое.

## Учесници по дисциплинама
| Спорт         | Мушкарци | Жене | Укупно |
| ------------- | -------- | ---- | ------ |
| Атлетика      | 1        | 1    | 2      |
| Бокс          | 1        | 0    | 1      |
| Дизање тегова | 1        | 0    | 1      |
| Једрење       | 2        | 0    | 2      |
| Рвање         | 1        | 0    | 1      |
| Укупно(3)     | 6        | 1    | 7      |

## Атлетика
Мушкарци
| Атлетичар Лични рекорд | Дисциплина | Група    | Група      | Четвртфинале | Четвртфинале | Полуфинале | Полуфинале | Финале            | Финале  | Детаљи |
| Атлетичар Лични рекорд | Дисциплина | Резултат | Место      | Резултат     | Место        | Резултат   | Место      | Резултат          | Место   | Детаљи |
| ---------------------- | ---------- | -------- | ---------- | ------------ | ------------ | ---------- | ---------- | ----------------- | ------- | ------ |
| Anthony Leiato         | кугла      | 13,02    | 16 у гр. А |              |              |            |            | Није се пласирала | 34 / 36 |        |

Жене
| Атлетичар Лични рекорд | Дисциплина | Група    | Група      | Четвртфинале | Четвртфинале | Полуфинале | Полуфинале | Финале            | Финале  | Детаљи |
| Атлетичар Лични рекорд | Дисциплина | Резултат | Место      | Резултат     | Место        | Резултат   | Место      | Резултат          | Место   | Детаљи |
| ---------------------- | ---------- | -------- | ---------- | ------------ | ------------ | ---------- | ---------- | ----------------- | ------- | ------ |
| Лиса Мисипека, 16,67   | кугла      | 13,74    | 13 у гр. Б |              |              |            |            | Није се пласирала | 25 / 27 |        |

## Бокс
| Боксер         | Дисциплина | Коло 32 такмичара           | коло 16 такмичара  | Четвртфинале       | Полуфинале         | Финале             | Финале           | Детаљи |
| Боксер         | Дисциплина | Противник Резултат          | Противник Резултат | Противник Резултат | Противник Резултат | Противник Резултат | Пласман          | Детаљи |
| -------------- | ---------- | --------------------------- | ------------------ | ------------------ | ------------------ | ------------------ | ---------------- | ------ |
| Маселино Масое | средња     | Мармоури Тунис · Пор 8 - 11 | Није се пласирао   | Није се пласирао   | Није се пласирао   | Није се пласирао   | Није се пласирао |        |

## Дизање тегова

### Мушкарци
| Атлетичари | Дисциплина | Трзај    | Трзај   | Избачај  | Избачај | Укупно | Пласман | Детаљи |
| Атлетичари | Дисциплина | Резултат | Пласман | Резултат | Пласман | Укупно | Пласман | Детаљи |
| ---------- | ---------- | -------- | ------- | -------- | ------- | ------ | ------- | ------ |
| Ерик Браун | -91 кг     | 150      | 22      | 180      | =21     | 330    | 22 / 25 |        |

## Једрење

### Мушкарци
| Такмичар                      | Дисциплина | Трке | Трке | Трке | Трке | Трке | Трке | Трке | Трке | Трке | Трке | Трке | Резултат | Пласман | Детаљи |
| Такмичар                      | Дисциплина | 1    | 2    | 3    | 4    | 5    | 6    | 7    | 8    | 9    | 10   | 11   | Резултат | Пласман | Детаљи |
| ----------------------------- | ---------- | ---- | ---- | ---- | ---- | ---- | ---- | ---- | ---- | ---- | ---- | ---- | -------- | ------- | ------ |
| Роберт Ловренс Фуа Лого Тавуи | звезда     | 23   | 23   | НЗ   | 24   | 25   | 25   | 23   | 12   | 25   | 22   | НП   | 177      | 24 / 25 |        |

## Рвање

### Слободан стил, мушкарци
| Рвач        | Дисц.  | Коко 32                           | Коло 16              | Четвртфинале         | Полуфинале           | 1. коло репасажа               | 2. коло репасажа     | Финале               | Плас.   | Дет. |
| Рвач        | Дисц.  | Противник Резултат                | Противник Резултат   | Противник Резултат   | Противник Резултат   | Противник Резултат             | Противник Резултат   | Противник Резултат   | Плас.   | Дет. |
| ----------- | ------ | --------------------------------- | -------------------- | -------------------- | -------------------- | ------------------------------ | -------------------- | -------------------- | ------- | ---- |
| Луис Персел | −90 кг | Палуиуконис Литванија · Пор. 0:11 | Није се квалификовао | Није се квалификовао | Није се квалификовао | Бајев · Бугарска · Пор 0:4 туш | Није се квалификовао | Није се квалификовао | =20/ 21 |      |